# Ramphastos dicolorus
Ramphastos dicolorus là một loài chim trong họ Ramphastidae.